# Пастушков, Алексей Давыдович
Алексей Давыдович Пастушков (1912, Терновская, Кавказский отдел, Кубанская область, Российская империя—?) — советский тракторист, Герой Социалистического Труда.

## Биография
Родился в 1912 году в станице Терновская Кавказского отдела Кубанской области Российской империи (ныне — Терновского сельского поселения Тихорецкого района Краснодарского края Российской Федерации) в крестьянской семье. По национальности — русский.
Окончил сельскую школу, работал в местном колхозе. Был призван в армию в июне 1941 года Тихорецким районным военным комиссариатом в Тихорецком районе Краснодарского края Российской Советской Федеративной Социалистической Республики Союза Советских Социалистических Республик.
С октября 1941 года участвовал в битве за Москву в составе 2-й Московской стрелковой дивизии (входила в Московскую зону обороны), в оставшийся период Великой Отечественной войны — командир отделения тяги 3-й артиллерийской батареи 472-го гаубичного артиллерийского полка 39-й армии (входила в Калининский, 1-й Прибалтийский и Западный фронты).
Закончил войну в 1945 году в Республике Польша в звании старшего сержанта.
После демобилизации продолжил работу на Порошинской машинно-тракторной станции (в посёлке при железнодорожной станции Порошинская (в тех же административно-территориальных единицах, что и станица Терновская), позже стал бригадиром тракторной бригады.
В 1948 году его бригада собрала урожай в 24,5 центнера с 250 гектаров земли. После расформирования Порошинской машинно-тракторной станции, продолжил работу в колхозе «Серп и молот». Общий трудовой стаж составил более 55 лет.
Проживал в родной станице Терновская.

## Награды
- Медаль «За боевые заслуги» (22 мая 1943 года)[1][3];
- Медаль «За боевые заслуги» (22 октября 1943 года)[1][3];
- Медаль «За оборону Москвы» (1 мая 1944 года)[1][3];
- Звание «Герой Социалистического Труда» с вручением медали «Серп и Молот» и ордена Ленина (4 июня 1949 года)[1][3];
- Медаль «За трудовую доблесть» (31 октября 1957 года)[1][3];
- Орден Отечественной войны II степени (11 марта 1985 года)[1][2][3].